# ムハンマド・アリー朝
ムハンマド・アリー朝（ムハンマド・アリーちょう、アラビア語: 
الأسرة العلوية）は、19世紀初頭からおよそ150年間にわたってエジプトを支配した王朝（1805年 - 1953年）。
駐エジプト・アルバニア人非正規軍の隊長ムハンマド・アリーがオスマン帝国主権下で総督（ワーリー）の地位を獲得したのに始まり、イギリスによる占領、オスマン帝国の形式的な主権からの離脱を経て、エジプト革命によって王制が打倒されるまで続いた。

## 歴史

### ムハンマド・アリーの時代

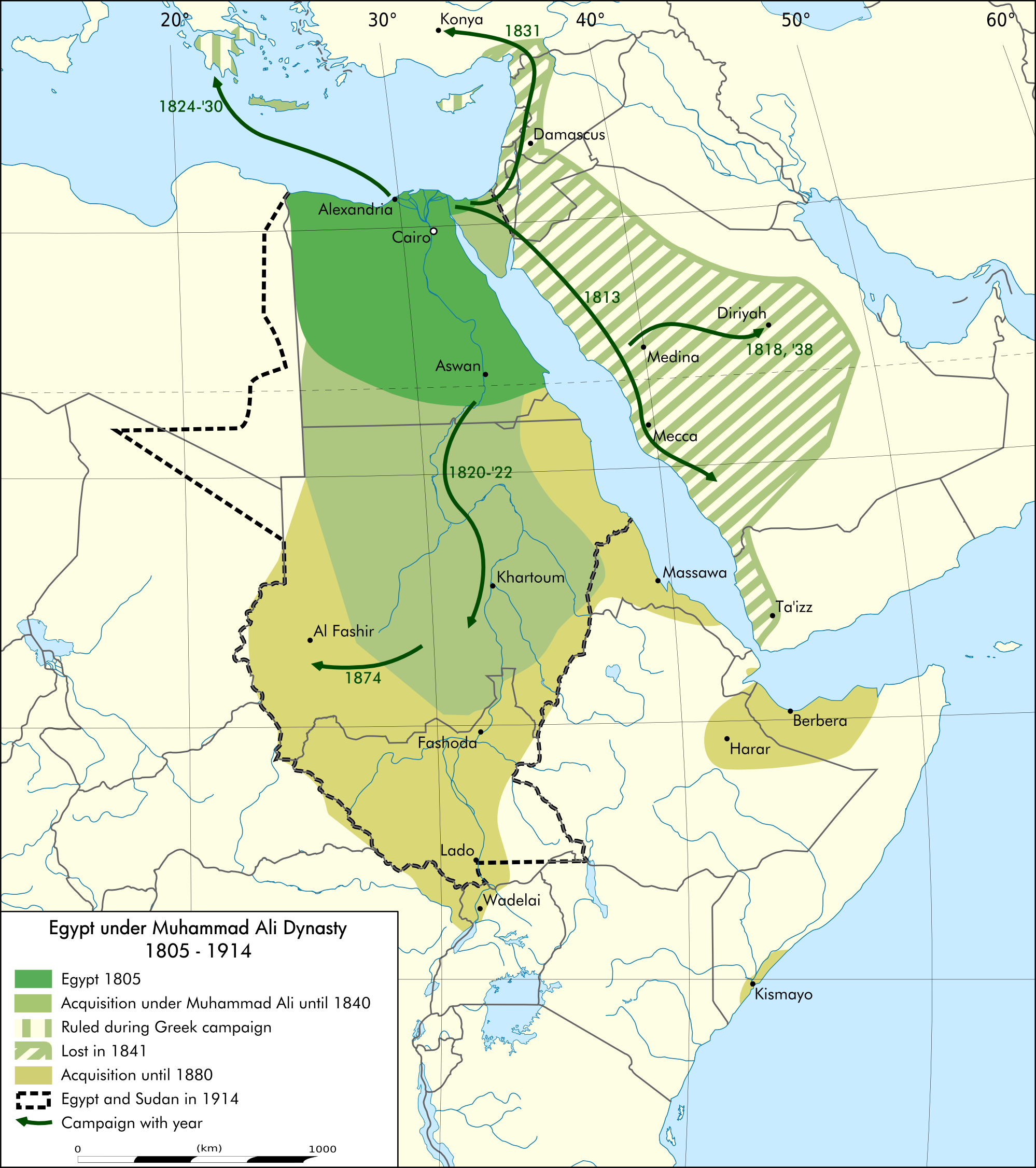
緑と薄緑がムハンマド・アリー朝の版図、黄緑、斜線部分が一時的な占領地

ムハンマド・アリー朝を創始したムハンマド・アリーは、現ギリシャ領北東部、マケドニア地方の港町カヴァラで、軍司令官かつ商人でもあった父の下に生まれた。ナポレオン・ボナパルト率いるフランス軍のエジプト侵攻時、これに対抗するためにオスマン帝国が徴募、派遣したアルバニア人非正規軍に将校のひとりとして参加した。侵攻にともなう戦乱状態を制し、1805年にエジプトの住民によってエジプト総督に推挙された。エジプト州は、オスマン帝国支配下の州でありながら長らくマムルークら在地の有力者による実効支配を受け半独立的状態にあったが、オスマン帝国の承諾を受けて正式に総督に就任したムハンマド・アリーはマムルークを撃滅してエジプトの支配権を全面的に掌握し、総督の強力な指導力に基づく政権を樹立して、ムハンマド・アリー朝を実質的に成立させた。
ムハンマド・アリーは軍隊の近代化、土地の国有化による輸出向け農業の振興、ヨーロッパの技術を導入した工業化など、イスラム社会における近代化政策をオスマン帝国本国に先んじて推進した。彼のもとでエジプトの国力は急速に増強され、軍事的な衰退著しい宗主国オスマン帝国にかわって1818年にはワッハーブ派がアラビア半島に興した第一次サウード王国を滅ぼした。1820年からは南のスーダンに侵攻し、スーダン北部をエジプト領に併合する。
1821年にはギリシャ独立戦争が本格化するが、オスマン帝国はこれを独力で鎮圧することができずエジプト軍の来援を求めた。独立阻止の目的は失敗に終わったが、ナヴァリノの海戦で大敗を喫するなど大きな犠牲を払ったムハンマド・アリーは出兵の代償としてオスマン帝国にシリア地方の行政権を要求、これが果たされないと1831年、1839年と二度に渡ってエジプト・トルコ戦争（エジプト事件）を起こしてオスマン帝国に反旗を翻した。エジプト軍はシリアからアナトリアまで侵攻して武力でオスマン帝国にシリアの支配権を認めさせたが、エジプトの強大化を警戒するヨーロッパ列強の介入を受け、1840年のロンドン条約によってムハンマド・アリーの子孫によるエジプト総督の世襲権を認める代償としてシリアを放棄させられた。この世襲制公認を以て、ムハンマド・アリー朝が正式に成立したとみる向きもある。
シリア出兵の挫折はエジプトの近代化・富国強兵の限界をあらわにし、また列強がムハンマド・アリーに迫ってオスマン帝国が各国と結ぶ不平等条約（カピチュレーション）に基づき治外法権の承認、関税自主権の放棄、国内市場の開放を実現させたために、エジプトは列強の経済的植民地化の道を歩むことになった。

### 植民地化の時代
国際貿易に市場が開放されても、エジプトは豊かな農業生産力によって莫大な産出を誇る綿花が経済を支え、エジプト政府主導による近代化改革路線は形を変えて続けられた。19世紀半ばには土地の国有廃止が行われて地主制が浸透し、エジプト経済は綿花農業の利益に支えられて繁栄を極めた。また同じ時期、親ヨーロッパ的な2人の総督、サイード・パシャ、イスマーイール・パシャのもとでスエズ運河が建設され、列強にとってのエジプトの経済的・軍事的な重要性がさらに高まった。
だが、極度の綿花輸出への依存は経済をモノカルチャー化させ、それにともなってエジプト経済は外国の景気変動に極度に影響を受けるようになって不安定化した。またスエズ運河の建設はエジプト財政に過大な負担を強いることになり、イスマーイールによる過度の欧化政策にともなう出費とあいまって巨額の対外債務となってエジプトに跳ね返った。
1870年代、南北戦争が終結してアメリカ合衆国産の綿花が国際市場に大規模に流入すると国際綿花価格の下落が引き起こされ、エジプト経済は大打撃を受けた。外債は瞬く間に膨張し、1875年にはスエズ運河会社株をイギリスに売却することを余儀なくされた。借金は国庫の45％に達し、翌1876年、エジプト財政は破産し、財政部門は債権者である列強の管理下に置かれることになる。
しかし、エジプト財政の破綻は1881年、近代化政策にともなう軍隊、学校、マスメディアなどの発達がもたらした新しい社会階層による、エジプト史上初の民族運動を呼び起こした。エジプト生まれのアラブ人将校、アフマド・ウラービー大佐を指導者としウラービー革命と呼ばれたこの革命運動は「エジプト人のためのエジプト」をうたい、オスマン帝国やトルコ人などの外来者を中心とするムハンマド・アリー朝の高官による政治支配や、ヨーロッパ列強諸国による経済支配を打破し、外国支配を排除して立憲制と議会開設を要求し、将校のみならず宗教指導者（ウラマー）、農村や都市の有力者たちを広く巻き込んだ国民運動に発展した。しかし運動がウラービーの陸軍大臣就任、憲法の制定に及ぶと、エジプト財政を支配する列強の介入を招き、1882年にイギリス軍がエジプトに上陸、革命を打倒した。これと同時期に、スーダンにおいてマフディー戦争が勃発し、スーダンはエジプトからマフディーの支配へ移行した（英埃領スーダン）。
イギリスはウラービーをセイロン島に流し、エジプトを軍事占領下に置いた。スエズ運河を通じて繋がったインドを植民地とするイギリスは、大英帝国の生命線であるエジプトの掌握に細心の注意を払った。イギリスによる軍事占領の下でも他の列強諸国の権益が排除されたわけではなく、オスマン帝国の宗主権とムハンマド・アリー朝の政府を温存する一方で、イギリス領事やイギリス人顧問などによる諮問委員会を通じて大きな影響力を確保した。

### 立憲君主制期
1914年、第一次世界大戦が勃発し、オスマン帝国がイギリスと敵対するドイツ・オーストリアら中央同盟国の側に参戦すると、イギリスはエジプトにおける権益を守るためにエジプトの保護国化を宣言、オスマン帝国の名目的主権からエジプトを離脱させた。
これによりエジプトは正式にイギリスの植民地となったが、大戦後の1919年には民族主義者による大規模な独立運動が起こった。独立は失敗に終わるが、保護国支配の限界を理解したイギリスは方針を転換し、1922年にエジプトの独立を認め、エジプト王国を成立させた。
しかしエジプトは独立を達成したとはいえ、イギリス人の保護や軍事、通信、運輸などの分野でイギリスの特別な権利が保留され、またエジプト経済のイギリスへの依存は依然として深く、独立はほとんど名目的なものに過ぎなかった。翌1923年に憲法が施行され、エジプトはムハンマド・アリー朝の国王を君主とする立憲君主制に移行する。これ以降のムハンマド・アリー朝は、ヨルダンやイラクのハーシム家と同じように、列強によってオスマン帝国に代わる中東の政治体制として成立させられたアラブ諸国体制において、イギリスの意向を受ける支配者側の体制として存続することとなった。
立憲君主制期のエジプトでは、1919年の独立運動時に独立を求めた民族主義運動派がサアド・ザグルールらを中心にワフド党を結成し、これと王党派およびムハンマド・アリー朝の王家との間の対立が政治を動かした。ワフド党はたびたび内閣を組閣して政権を担い、1936年には来るべき第二次世界大戦に備えてエジプトとの関係を改善したいイギリスとの間で同盟条約を結んでイギリス軍の駐留を縮小させることに成功した。しかしワフド党がこの条約でイギリスと妥協したことはイギリス支配の即時打破を目指す人々を失望させ、王制の打倒を含む革命をはかる急進勢力の誕生を促した。

### ムハンマド・アリー朝の崩壊
大戦後の1948年に起こった第一次中東戦争での惨敗は、王制に対する支持を決定的に失わせるとともに、これまで改革派を主導してきたエジプト国民主義にかわってアラブ民族主義やイスラム主義に基づいて新しい国家体制を求める動きを活性化させた。
軍隊の内部でも、ガマール・アブドゥン＝ナーセルを中心とする青年将校たちが戦争の敗因を王制に基づく政治の混乱と腐敗とみなし、体制転覆をねらう秘密結社自由将校団を結成した。
エジプト国内の急進的な動きは1952年には反外国人暴動に発展したが、王制はこれを収拾する能力を既に失っていた。この混乱の中で7月23日、自由将校団はクーデターを起こし、無血革命に成功した。
翌1953年6月18日、革命政権はムハンマド・アリー朝の廃絶を宣言し、エジプトは共和制に移行した。

## 君主

### 称号
ムハンマド・アリー朝の君主の称号は、同王朝の国際的な地位の変遷を反映して時代を経て移り変わった。
はじめムハンマド・アリーが1805年にエジプトの政権を握ったとき、彼はオスマン帝国のもとでエジプト州の最高支配者の官職であったエジプト総督（ワーリー）の地位に就き、これを称号とした。ムハンマド・アリーは実力によってエジプトの実質上の王にのしあがっていたが、エジプト総督の世襲が国際的に承認されたのはその晩年である。
1867年には、第5代総督のイスマーイールが綿花収入で得た巨額の富を使ってイスタンブールの政府に運動し、ペルシア語で「統治者」を意味するヘディーヴ（副王）という称号を獲得する。1914年のオスマン帝国主権からの離脱とともにヘディーヴの称号はイスラム世界の伝統的な君主の称号であるスルターンに改め、1922年のイギリス保護国からの離脱、主権の獲得とともに国王（マリク）となった。

### 王族
ムハンマド・アリー家はもともとアルバニア系ともトルコ系とも言われ、アラブ人が大多数のエジプトにおいては外来者の家系であった。宮廷で話される言葉もアラビア語よりトルコ語が主であったという。
ムハンマド・アリーの時代からオスマン帝国から実質上独立したと言っても、その権威の源泉は帝国の首都であるイスタンブールにあった。帝国の滅亡までイスタンブール近郊にはヘディーヴの豪華な別邸が置かれ、ヘディーヴの一族の多くもイスタンブールに居住していた。中には、イスマーイール・パシャの弟ムスタファー・ファズル・パシャのように帝国政府の大臣を歴任した政治家も存在する。
君主の継承順位は、総督はムハンマド・アリーの男系子孫中の最年長者が即位するよう定められていたが、第5代のイスマーイール・パシャのときイスタンブールのオスマン帝国政府に運動して親から子に相続する制度に改められた。
最後の君主フアード2世は1952年生まれで、父のファールーク1世が同年のクーデターでイタリアに亡命した結果、生後6ヶ月で即位した。しかし翌年1歳6ヶ月で廃位され、成長したのは亡命先のフランスとモナコにおいてである。

## 歴代君主

### エジプト総督（ワーリー）
（1805年 - 1867年）
- ムハンマド・アリー（1805年 - 1848年）
- イブラーヒーム・パシャ（1848年）
- アッバース・パシャ（アッバース・ヒルミー1世）（1848年 - 1854年）
- サイード・パシャ（1854年 - 1863年）
- イスマーイール・パシャ（1863年 - 1867年）

### 副王（ヘディーヴ）
（1867年 - 1914年）
- イスマーイール・パシャ（1867年 - 1879年）
- タウフィーク・パシャ（1879年 - 1892年）
- アッバース・ヒルミー2世（1892年 - 1914年）

### スルターン
（1914年 - 1922年）
- フサイン・カーミル（1914年 - 1917年）
- フアード1世（1917年 - 1922年）

### 国王（マリク）
（1922年 - 1953年）
1. フアード1世（在位：1922年 - 1936年）
2. ファールーク1世（在位：1936年 - 1952年）
3. フアード2世（在位：1952年 - 1953年）

## 系譜
|                                                       |                                                       |                                                       |                                                       |                                                       |                                                       |  |  |                                                         |                                                         | 1. ムハンマド・アリー・パシャ （総督:1805年-1848年）    |                                                         |                                                                         |                                                                         |                                                                         |                                                                         |                                                                         |                                                                         |                                                    |                                                    |                                                    |                                                    |  |  |                                                                    |                                                                    |                                                                    |                                                                    |                                                                    |                                                                    |  |  |  |  |  |  |  |  |  |  |  |  |  |  |  |  |  |  |  |  |
|                                                       |                                                       |                                                       |                                                       |                                                       |                                                       |  |  |                                                         |                                                         |                                                         |                                                         |                                                                         |                                                                         |                                                                         |                                                                         |                                                                         |                                                                         |                                                    |                                                    |                                                    |                                                    |  |  |                                                                    |                                                                    |                                                                    |                                                                    |                                                                    |                                                                    |  |  |  |  |  |  |  |  |  |  |  |  |  |  |  |  |  |  |  |  |
|                                                       |                                                       |                                                       |                                                       |                                                       |                                                       |  |  |                                                         |                                                         |                                                         |                                                         |                                                                         |                                                                         |                                                                         |                                                                         |                                                                         |                                                                         |                                                    |                                                    |                                                    |                                                    |  |  |                                                                    |                                                                    |                                                                    |                                                                    |                                                                    |                                                                    |  |  |  |  |  |  |  |  |  |  |  |  |  |  |  |  |  |  |  |  |
| トゥスン・パシャ                                      | トゥスン・パシャ                                      | トゥスン・パシャ                                      | トゥスン・パシャ                                      | トゥスン・パシャ                                      | トゥスン・パシャ                                      |  |  |                                                         |                                                         |                                                         |                                                         | 2. イブラーヒーム・パシャ （総督:1848年）                               | 2. イブラーヒーム・パシャ （総督:1848年）                               | 2. イブラーヒーム・パシャ （総督:1848年）                               | 2. イブラーヒーム・パシャ （総督:1848年）                               | 2. イブラーヒーム・パシャ （総督:1848年）                               | 2. イブラーヒーム・パシャ （総督:1848年）                               |                                                    |                                                    |                                                    |                                                    |  |  | 4. サイード・パシャ （総督:1854年-1863年）                         | 4. サイード・パシャ （総督:1854年-1863年）                         | 4. サイード・パシャ （総督:1854年-1863年）                         | 4. サイード・パシャ （総督:1854年-1863年）                         | 4. サイード・パシャ （総督:1854年-1863年）                         | 4. サイード・パシャ （総督:1854年-1863年）                         |  |  |  |  |  |  |  |  |  |  |  |  |  |  |  |  |  |  |  |  |
| トゥスン・パシャ                                      | トゥスン・パシャ                                      | トゥスン・パシャ                                      | トゥスン・パシャ                                      | トゥスン・パシャ                                      | トゥスン・パシャ                                      |  |  |                                                         |                                                         |                                                         |                                                         | 2. イブラーヒーム・パシャ （総督:1848年）                               | 2. イブラーヒーム・パシャ （総督:1848年）                               | 2. イブラーヒーム・パシャ （総督:1848年）                               | 2. イブラーヒーム・パシャ （総督:1848年）                               | 2. イブラーヒーム・パシャ （総督:1848年）                               | 2. イブラーヒーム・パシャ （総督:1848年）                               |                                                    |                                                    |                                                    |                                                    |  |  | 4. サイード・パシャ （総督:1854年-1863年）                         | 4. サイード・パシャ （総督:1854年-1863年）                         | 4. サイード・パシャ （総督:1854年-1863年）                         | 4. サイード・パシャ （総督:1854年-1863年）                         | 4. サイード・パシャ （総督:1854年-1863年）                         | 4. サイード・パシャ （総督:1854年-1863年）                         |  |  |  |  |  |  |  |  |  |  |  |  |  |  |  |  |  |  |  |  |
| 3. アッバース・パシャ （総督:1848年-1854年）          | 3. アッバース・パシャ （総督:1848年-1854年）          | 3. アッバース・パシャ （総督:1848年-1854年）          | 3. アッバース・パシャ （総督:1848年-1854年）          | 3. アッバース・パシャ （総督:1848年-1854年）          | 3. アッバース・パシャ （総督:1848年-1854年）          |  |  |                                                         |                                                         |                                                         |                                                         | 5. イスマーイール・パシャ （総督:1863年-1867年） （副王:1867年-1879年） | 5. イスマーイール・パシャ （総督:1863年-1867年） （副王:1867年-1879年） | 5. イスマーイール・パシャ （総督:1863年-1867年） （副王:1867年-1879年） | 5. イスマーイール・パシャ （総督:1863年-1867年） （副王:1867年-1879年） | 5. イスマーイール・パシャ （総督:1863年-1867年） （副王:1867年-1879年） | 5. イスマーイール・パシャ （総督:1863年-1867年） （副王:1867年-1879年） |                                                    |                                                    |                                                    |                                                    |  |  |                                                                    |                                                                    |                                                                    |                                                                    |                                                                    |                                                                    |  |  |  |  |  |  |  |  |  |  |  |  |  |  |  |  |  |  |  |  |
| 3. アッバース・パシャ （総督:1848年-1854年）          | 3. アッバース・パシャ （総督:1848年-1854年）          | 3. アッバース・パシャ （総督:1848年-1854年）          | 3. アッバース・パシャ （総督:1848年-1854年）          | 3. アッバース・パシャ （総督:1848年-1854年）          | 3. アッバース・パシャ （総督:1848年-1854年）          |  |  |                                                         |                                                         |                                                         |                                                         | 5. イスマーイール・パシャ （総督:1863年-1867年） （副王:1867年-1879年） | 5. イスマーイール・パシャ （総督:1863年-1867年） （副王:1867年-1879年） | 5. イスマーイール・パシャ （総督:1863年-1867年） （副王:1867年-1879年） | 5. イスマーイール・パシャ （総督:1863年-1867年） （副王:1867年-1879年） | 5. イスマーイール・パシャ （総督:1863年-1867年） （副王:1867年-1879年） | 5. イスマーイール・パシャ （総督:1863年-1867年） （副王:1867年-1879年） |                                                    |                                                    |                                                    |                                                    |  |  |                                                                    |                                                                    |                                                                    |                                                                    |                                                                    |                                                                    |  |  |  |  |  |  |  |  |  |  |  |  |  |  |  |  |  |  |  |  |
| イブラーヒーム・イルハミー                            |                                                       |                                                       |                                                       |                                                       |                                                       |  |  |                                                         |                                                         |                                                         |                                                         |                                                                         |                                                                         |                                                                         |                                                                         |                                                                         |                                                                         |                                                    |                                                    |                                                    |                                                    |  |  |                                                                    |                                                                    |                                                                    |                                                                    |                                                                    |                                                                    |  |  |  |  |  |  |  |  |  |  |  |  |  |  |  |  |  |  |  |  |
|                                                       |                                                       |                                                       |                                                       |                                                       |                                                       |  |  |                                                         |                                                         |                                                         |                                                         |                                                                         |                                                                         |                                                                         |                                                                         |                                                                         |                                                                         |                                                    |                                                    |                                                    |                                                    |  |  |                                                                    |                                                                    |                                                                    |                                                                    |                                                                    |                                                                    |  |  |  |  |  |  |  |  |  |  |  |  |  |  |  |  |  |  |  |  |
|                                                       |                                                       |                                                       |                                                       |                                                       |                                                       |  |  |                                                         |                                                         |                                                         |                                                         |                                                                         |                                                                         |                                                                         |                                                                         |                                                                         |                                                                         |                                                    |                                                    |                                                    |                                                    |  |  |                                                                    |                                                                    |                                                                    |                                                                    |                                                                    |                                                                    |  |  |  |  |  |  |  |  |  |  |  |  |  |  |  |  |  |  |  |  |
| エミナ・イルハミー                                    | エミナ・イルハミー                                    | エミナ・イルハミー                                    | エミナ・イルハミー                                    | エミナ・イルハミー                                    | エミナ・イルハミー                                    |  |  | 6. タウフィーク・パシャ （副王:1879年-1892年）          | 6. タウフィーク・パシャ （副王:1879年-1892年）          | 6. タウフィーク・パシャ （副王:1879年-1892年）          | 6. タウフィーク・パシャ （副王:1879年-1892年）          | 6. タウフィーク・パシャ （副王:1879年-1892年）                          | 6. タウフィーク・パシャ （副王:1879年-1892年）                          |                                                                         |                                                                         | 8. フサイン・カーミル （スルターン:1914年-1917年）                      | 8. フサイン・カーミル （スルターン:1914年-1917年）                      | 8. フサイン・カーミル （スルターン:1914年-1917年） | 8. フサイン・カーミル （スルターン:1914年-1917年） | 8. フサイン・カーミル （スルターン:1914年-1917年） | 8. フサイン・カーミル （スルターン:1914年-1917年） |  |  | 9. フアード1世 （スルターン:1917年-1922年） （国王:1922年-1936年） | 9. フアード1世 （スルターン:1917年-1922年） （国王:1922年-1936年） | 9. フアード1世 （スルターン:1917年-1922年） （国王:1922年-1936年） | 9. フアード1世 （スルターン:1917年-1922年） （国王:1922年-1936年） | 9. フアード1世 （スルターン:1917年-1922年） （国王:1922年-1936年） | 9. フアード1世 （スルターン:1917年-1922年） （国王:1922年-1936年） |  |  |  |  |  |  |  |  |  |  |  |  |  |  |  |  |  |  |  |  |
| エミナ・イルハミー                                    | エミナ・イルハミー                                    | エミナ・イルハミー                                    | エミナ・イルハミー                                    | エミナ・イルハミー                                    | エミナ・イルハミー                                    |  |  | 6. タウフィーク・パシャ （副王:1879年-1892年）          | 6. タウフィーク・パシャ （副王:1879年-1892年）          | 6. タウフィーク・パシャ （副王:1879年-1892年）          | 6. タウフィーク・パシャ （副王:1879年-1892年）          | 6. タウフィーク・パシャ （副王:1879年-1892年）                          | 6. タウフィーク・パシャ （副王:1879年-1892年）                          |                                                                         |                                                                         | 8. フサイン・カーミル （スルターン:1914年-1917年）                      | 8. フサイン・カーミル （スルターン:1914年-1917年）                      | 8. フサイン・カーミル （スルターン:1914年-1917年） | 8. フサイン・カーミル （スルターン:1914年-1917年） | 8. フサイン・カーミル （スルターン:1914年-1917年） | 8. フサイン・カーミル （スルターン:1914年-1917年） |  |  | 9. フアード1世 （スルターン:1917年-1922年） （国王:1922年-1936年） | 9. フアード1世 （スルターン:1917年-1922年） （国王:1922年-1936年） | 9. フアード1世 （スルターン:1917年-1922年） （国王:1922年-1936年） | 9. フアード1世 （スルターン:1917年-1922年） （国王:1922年-1936年） | 9. フアード1世 （スルターン:1917年-1922年） （国王:1922年-1936年） | 9. フアード1世 （スルターン:1917年-1922年） （国王:1922年-1936年） |  |  |  |  |  |  |  |  |  |  |  |  |  |  |  |  |  |  |  |  |
|                                                       |                                                       |                                                       |                                                       |                                                       |                                                       |  |  |                                                         |                                                         |                                                         |                                                         |                                                                         |                                                                         |                                                                         |                                                                         |                                                                         |                                                                         |                                                    |                                                    |                                                    |                                                    |  |  |                                                                    |                                                                    |                                                                    |                                                                    |                                                                    |                                                                    |  |  |  |  |  |  |  |  |  |  |  |  |  |  |  |  |  |  |  |  |
|                                                       |                                                       |                                                       |                                                       |                                                       |                                                       |  |  |                                                         |                                                         |                                                         |                                                         |                                                                         |                                                                         |                                                                         |                                                                         |                                                                         |                                                                         |                                                    |                                                    |                                                    |                                                    |  |  |                                                                    |                                                                    |                                                                    |                                                                    |                                                                    |                                                                    |  |  |  |  |  |  |  |  |  |  |  |  |  |  |  |  |  |  |  |  |
| 7. アッバース・ヒルミー2世 （副王:1892年-1914年）     | 7. アッバース・ヒルミー2世 （副王:1892年-1914年）     | 7. アッバース・ヒルミー2世 （副王:1892年-1914年）     | 7. アッバース・ヒルミー2世 （副王:1892年-1914年）     | 7. アッバース・ヒルミー2世 （副王:1892年-1914年）     | 7. アッバース・ヒルミー2世 （副王:1892年-1914年）     |  |  | ムハンマド・アリー・タウフィーク （摂政:1936年-1937年） | ムハンマド・アリー・タウフィーク （摂政:1936年-1937年） | ムハンマド・アリー・タウフィーク （摂政:1936年-1937年） | ムハンマド・アリー・タウフィーク （摂政:1936年-1937年） | ムハンマド・アリー・タウフィーク （摂政:1936年-1937年）                 | ムハンマド・アリー・タウフィーク （摂政:1936年-1937年）                 |                                                                         |                                                                         |                                                                         |                                                                         |                                                    |                                                    |                                                    |                                                    |  |  | 10. ファールーク1世 （国王:1936年-1952年）                         | 10. ファールーク1世 （国王:1936年-1952年）                         | 10. ファールーク1世 （国王:1936年-1952年）                         | 10. ファールーク1世 （国王:1936年-1952年）                         | 10. ファールーク1世 （国王:1936年-1952年）                         | 10. ファールーク1世 （国王:1936年-1952年）                         |  |  |  |  |  |  |  |  |  |  |  |  |  |  |  |  |  |  |  |  |
| 7. アッバース・ヒルミー2世 （副王:1892年-1914年）     | 7. アッバース・ヒルミー2世 （副王:1892年-1914年）     | 7. アッバース・ヒルミー2世 （副王:1892年-1914年）     | 7. アッバース・ヒルミー2世 （副王:1892年-1914年）     | 7. アッバース・ヒルミー2世 （副王:1892年-1914年）     | 7. アッバース・ヒルミー2世 （副王:1892年-1914年）     |  |  | ムハンマド・アリー・タウフィーク （摂政:1936年-1937年） | ムハンマド・アリー・タウフィーク （摂政:1936年-1937年） | ムハンマド・アリー・タウフィーク （摂政:1936年-1937年） | ムハンマド・アリー・タウフィーク （摂政:1936年-1937年） | ムハンマド・アリー・タウフィーク （摂政:1936年-1937年）                 | ムハンマド・アリー・タウフィーク （摂政:1936年-1937年）                 |                                                                         |                                                                         |                                                                         |                                                                         |                                                    |                                                    |                                                    |                                                    |  |  | 10. ファールーク1世 （国王:1936年-1952年）                         | 10. ファールーク1世 （国王:1936年-1952年）                         | 10. ファールーク1世 （国王:1936年-1952年）                         | 10. ファールーク1世 （国王:1936年-1952年）                         | 10. ファールーク1世 （国王:1936年-1952年）                         | 10. ファールーク1世 （国王:1936年-1952年）                         |  |  |  |  |  |  |  |  |  |  |  |  |  |  |  |  |  |  |  |  |
| ムハンマド・アブデル・モネイム （摂政:1952年-1953年） | ムハンマド・アブデル・モネイム （摂政:1952年-1953年） | ムハンマド・アブデル・モネイム （摂政:1952年-1953年） | ムハンマド・アブデル・モネイム （摂政:1952年-1953年） | ムハンマド・アブデル・モネイム （摂政:1952年-1953年） | ムハンマド・アブデル・モネイム （摂政:1952年-1953年） |  |  |                                                         |                                                         |                                                         |                                                         |                                                                         |                                                                         |                                                                         |                                                                         |                                                                         |                                                                         |                                                    |                                                    |                                                    |                                                    |  |  | 11. フアード2世 （国王:1952年-1953年）                             | 11. フアード2世 （国王:1952年-1953年）                             | 11. フアード2世 （国王:1952年-1953年）                             | 11. フアード2世 （国王:1952年-1953年）                             | 11. フアード2世 （国王:1952年-1953年）                             | 11. フアード2世 （国王:1952年-1953年）                             |  |  |  |  |  |  |  |  |  |  |  |  |  |  |  |  |  |  |  |  |